# Wombwell
Wombwell est une ville du district métropolitain de Barnsley dans le Yorkshire du Sud, en Angleterre.